# Andorinha Sport Club
O Andorinha Sport Club é um clube multiesportes africano da Ilha de São Tomé, em São Tomé e Príncipe.
No handebol, o clube sagrou-se campeão nacional no ano de 2011.
No futebol, disputa a segunda divisão do Campeonato Santomense.

## Títulos
- Campeonato nacional - Liga de São Tomé e Príncipe: 1 (1984)
- Campeonato insular - Liga Insular de São Tomé: 1 (1984)